# Veedon Fleece
Albums de Van Morrison
It's Too Late to Stop Now
(1973) A Period of Transition
(1977)
Veedon Fleece est le huitième album studio de Van Morrison sorti en octobre 1974.
Le chanteur natif de Belfast s'est durablement exilé aux États-Unis dès l'âge de vingt-et-un ans, cédant dans un premier temps à la volonté de son producteur Bert Berns afin de lancer sa carrière solo, puis à celle de l'américaine Janet Planet qu'il a épousée un peu plus tard. Six ans plus tard, une tournée en Europe passant par l'Irlande ainsi que son divorce ravivent son intérêt pour ce pays et l'amènent à y séjourner brièvement durant le mois d'octobre 1973. À cette occasion Van Morrison parcourt son île natale à bord d'une voiture louée, sous l'empire continuel d'une inspiration débordante ; à tel point qu'à la fin de ses courtes vacances, il a composé huit des dix chansons de son prochain disque Veedon Fleece. À propos de ce titre énigmatique, Van a un jour tenté de s'expliquer : « Je n'ai pas la moindre idée de ce que cela veut dire. En fait c'est un nom de personne. J'ai tout un assortiment d'items dans ma tête que j'essaie d'exploiter d'une manière ou d'une autre. Le "Veedon Fleece" est l'un d'entre eux et d'un coup, j'en ai parlé dans l'une de ces chansons ; c'est comme jailli de ma conscience (intraduisible : « it's like a stream of consciousness thing »). »
Mais le personnage principal de ce disque est sans aucun doute l'Irlande ou plus précisément une vision très personnelle de ce pays, déformée par le temps, la distance et surtout la merveilleuse imagination de Van Morrison. Les évocations d'une enfance heureuse en pleine campagne (Country Fair), d'une nation peuplée d'écrivains et de cathédrales (Fair Play, You Don't Pull No Punches, But You Don't Push The River) ou bien la description surréaliste d'une terre où l'herbe ne pousse pas dans Streets of Arklow donnent une idée de l'épaisseur du prisme à travers lequel Van a voulu chanter son pays natal. Ce choix pourrait certainement s'interpréter comme une délicate illustration de la douleur que causent souvent l'exil et le déracinement. Le sujet est d'ailleurs nettement abordé dans la chanson Linden Arden Stole The Highlights où est contée l'histoire de Linden Arden, un grand buveur de whiskey habitant San Francisco qui décapite à la hache une ribambelle de gangsters venus dans l'intention de le supprimer. On retrouve ce thème, traité avec plus de légèreté toutefois dans Bulbs à propos d'une vie trépidante partagée entre les deux continents, et dans une moindre mesure dans Who Was That Masked Man ou encore Cul De Sac.
L'Irlande n'est pas non plus étrangère au contexte musical de Veedon Fleece, puisque celui-ci est émaillé de références à la musique traditionnelle celtique. Pour en arriver là, Van Morrison a dû sacrifier son groupe, le Caledonia Soul Orchestra, sans même laisser à ses membres le temps de promouvoir le disque qui fit leur gloire : l'album live It's Too Late to Stop Now. À sa place, le chanteur a opté pour l'engagement de nombreux musiciens d'horizons différents, dont une petite partie formeront le Caledonia Soul Express, son futur groupe. L'arrivée de l'excellent flûtiste Jim Rothermel, qui paraît en grande partie responsable de la nouvelle orientation celtique de la musique, est particulièrement notable. L'album est également très marqué par les fabuleuses partitions de cordes composées par Jeff Labes, peut-être les plus belles de toute la carrière de Van Morrison. D'autre part, l'exceptionnelle absence de cuivres et l'abondance d'instruments acoustiques (la contrebasse remplace plusieurs fois la basse électrique) ont fait dire à certains que Veedon Fleece était une suite directe d'Astral Weeks.
La voix de Van Morrison a pourtant considérablement évolué depuis l'enregistrement du précédent disque It's Too Late To Stop Now en été 1973. Il fait montre de plus de virtuosité que jamais, et met ainsi en évidence une nouvelle voix plus ronde et plus pleine qu'auparavant, qui se casse et s'essouffle quelquefois. Cette fatigue palpable annonce les trois années de silence discographique que Morrison observera à partir de la sortie de Veedon Fleece. À l'issue de cette période sa voix ne sera plus empreinte de lassitude, mais sera définitivement transformée.
L'attitude de Van Morrison envers ce disque est remarquablement équivoque : il le plaçait peu avant sa sortie au même niveau qu'Astral Weeks, et puis a semblé le désavouer plus ou moins, n'en ayant presque jamais chanté d'extraits sur scène. Il est évidemment très difficile d'expliquer ce comportement ; il n'est peut-être pas inutile toutefois de préciser qu'il s'agit certainement de l'œuvre de cet artiste dont la gestation fut la plus douloureuse, et qu'elle a été descendue en flammes par le fleuron de la presse spécialisée : le magazine américain Rolling Stone et l'anglais Melody Maker. Le statut de chef-d'œuvre lui est encore aujourd'hui largement contesté.
Ce disque a atteint la 53e place du classement des ventes de disques américain. Le seul simple qui en a été extrait est Bulbs.

## Musiciens
- Van Morrison - chant, guitare
- Ralph Wash - guitare
- David Hayes - basse
- James Trumbo - piano
- Nathan Rubin - violon
- Terry Adams - violoncelle
- Jack Schroer - saxophone soprano
- James Rothermel - Flûte traversière, flûte a bec
- David Shaw - batterie

## Musiciens additionnels
Sur les chansons Bulbs et Cul-de-sac, Van a rassemblé des musiciens différents
- John Tropea - guitare
- Joe Macho - basse
- Jeff Labes - piano
- Allen Schwarzberg - batterie

## Production
- Production : Van Morrison
- Ingénieurs : Jim Stern, David Shaw, Jean Shaar, Elvin Campbell
- Arrangements des cordes et des cuivres : Jeff Labes

## Liste des pistes
1. "Fair Play" - 6:12
2. "Linden Arden Stole the Highlights" - 2:36
3. "Who Was That Masked Man" - 2:42
4. "Streets of Arklow" - 4:32
5. "You Don't Pull No Punches, But You Don't Push the River" - 8:48
6. "Bulbs" - 4:15
7. "Cul de Sac" - 5:42
8. "Comfort You" - 4:21
9. "Come Here My Love" - 2:18
10. "Country Fair" - 5:35